# Ананга Ранга

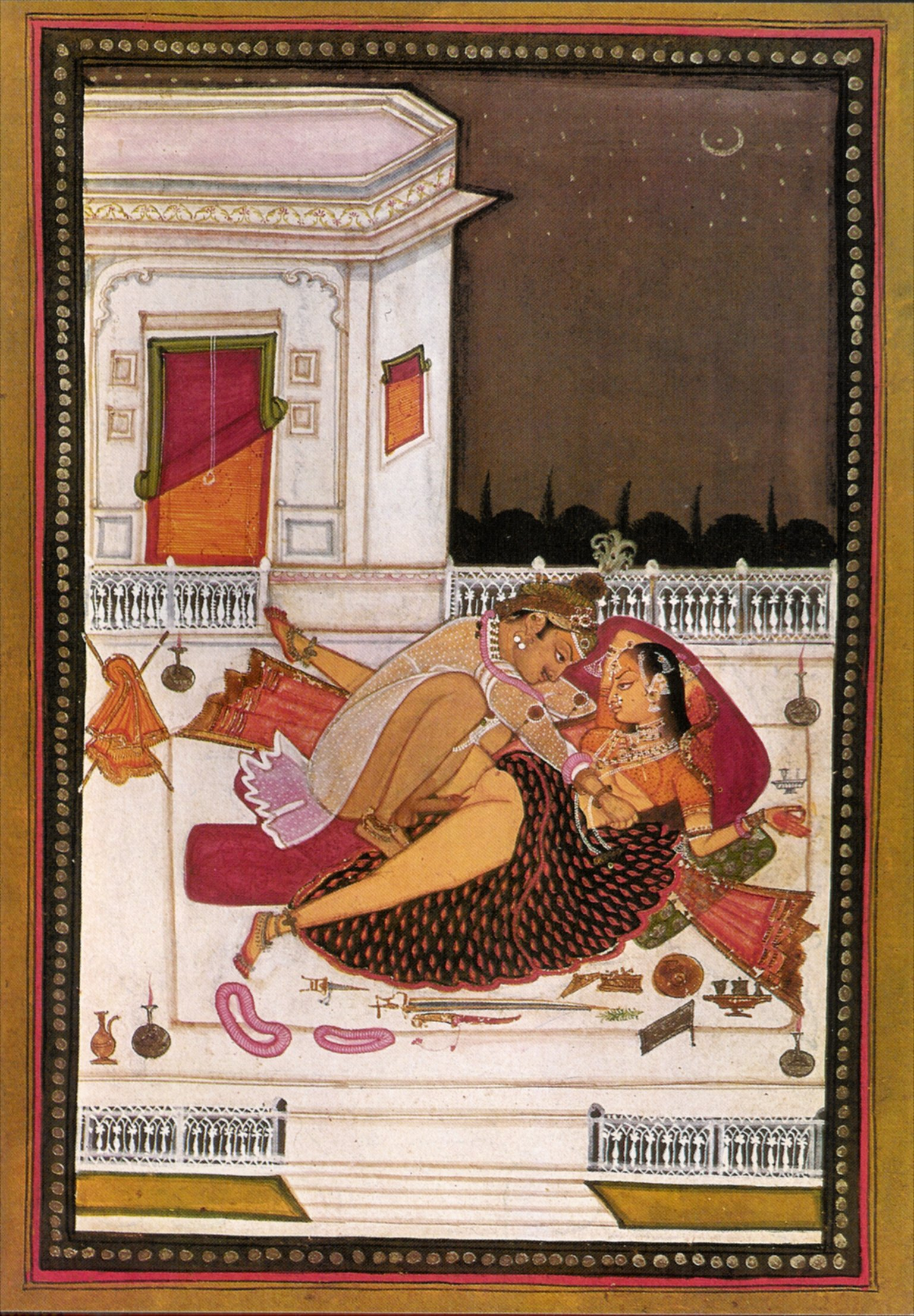

Ананга Ранга (Лестница любви) или Камаледхиплава (Лодка в море любви) — подобное Камасутре по тематике и художественной ценности, но гораздо менее известное индийское поэтическое руководство по сексу. Написано примерно в XV—XVI веке автором по имени Каляна Малла, брахманом. Каляна Малла создаёт эту работу в честь Лад Хана, сына Ахмеда Хана Лоди (династия Лоди правила Индией с 1451 по 1526 гг). Текст имеет посвящение правителю-современнику. Исследователи иногда указывают на его «социальный смысл» — якобы основная цель автора состояла в укреплении семьи. Первый перевод на английский язык был сделан в 1885 году под редакцией сэра Ричарда Фрэнсиса Бёртона. 
Также встречается другой перевод названия — Ветви персика.

## Описание и назначение
Ананга Ранга — это инструкции для мужа, дающие ему брачные и сексуальные советы и обучающие получать удовольствие с супругой. Изрядное внимание уделено эмоциональной составляющей отношений.

## Содержание
(по европейскому переводу)
- Глава 1. Содержит классификацию женщин на 4 типа.
- Глава 2. О страсти.
- Глава 3. О разных типах мужчин и женщин.
- Глава 4. Описание различных качеств, характеристик и темпераментов женщин.
- Глава 5. Качества женщин из разных земель, местностей и стран.
- Глава 6. Использование Вашикараны.
- Глава 7. Черты и знаки.
- Глава 8. Особенные внешние удовольствия.
- Глава 9. Внутренние удовольствия.
- Приложение 1. Астрология и брак.
- Приложение 2. Алхимические рецепты (иногда летальные, иногда бесполезные, часто — одновременно).

### Позиции Ананга Ранги
При описании сексуальных позиций использованы термины йоги, алхимии, и термины из описания мира животных.
Позы разделены на 6 категорий:
- женщина на спине
- женщина на боку
- женщина наверху
- сидя
- стоя
- женщина на животе[3].